# Shanghai Baby
Shanghai Baby es una novela semiautobiográfica escrita por la autora china Wei Hui. Se publicó originalmente en China en 1999. La traducción al inglés se publicó en 2001.

## Sinopsis
La narradora y protagonista de la novela, supuestamente una versión semi-ficticia de la autora, es una joven shanghainesa de 25 años llamada Nikki, o Coco para sus amigos, camarera en una cafetería de Shanghai. Coco intenta escribir su primera novela tras haber publicado con éxito una colección de relatos cortos de contenido sexual. En el café, Coco conoce a un joven, Tian Tian, por el que siente una ternura y un amor extremos. Sin embargo, Tian Tian -un artista- es reclusivo, impotente y un consumidor de drogas cada vez más frecuente. A pesar de las objeciones de sus padres, Coco se va a vivir con él, deja su trabajo y se dedica a escribir.
Poco después, Coco conoce a Mark, un hombre de negocios alemán casado y expatriado que vive en Shanghai. Ambos se sienten incontrolablemente atraídos e inician una intensa relación física. Dividida entre sus dos amantes, y atormentada por sus engaños, su novela inacabada y los sentimientos contradictorios que implican el amor, la lujuria y la traición, Coco intenta comprender quién es y qué quiere de la vida.

## Trama
Nikki, de 25 años, a quien sus amigos llaman Coco por Coco Chanel, es una joven escritora shanghainesa fascinada por Occidente y la cultura occidental. Licenciada por la Universidad de Fudan, Coco ha escrito una exitosa colección de relatos cortos, El chillido de la mariposa, que, inusualmente para China, tienen temas sexualmente francos escritos desde el punto de vista de una mujer. Coco quiere embarcarse ahora en su primera novela, una obra semiautobiográfica ambientada en Shanghai.
La novela comienza con Coco trabajando como camarera en un café de Shanghai. Mientras trabaja, conoce a un joven de aspecto sensible, Tian Tian. Coco y Tian Tian inician una intensa relación y Coco abandona la casa de sus padres para irse a vivir con su nuevo novio. Sin embargo, Tian Tian, un joven artista de talento, es extremadamente ansioso y tímido. Su madre lo dejó al cuidado de su abuela cuando era pequeño, después de que su padre muriera misteriosamente. Ahora Tian Tian se niega a hablar con su madre, que vive en España, aunque vive del dinero que ella le envía. Los problemas de Tian Tian le provocan una impotencia total y le impiden consumar su relación con Coco.
Coco pronto conoce a otro hombre, un alemán rubio y corpulento llamado Mark que vive y trabaja en Shanghai. Coco y Mark se sienten intensamente atraídos y comienzan un romance, a pesar de que Mark está casado y Coco vive con Tian Tian. Mark sólo parece querer disfrutar de la aventura, y Coco se debate entre sentimientos encontrados.
Tian Tian, sintiendo que algo no va bien, se retrae cada vez más y empieza a consumir drogas. Emprende un viaje al sur de China, dejando a Coco sola en Shanghai. Coco continúa su relación con Mark, incluso después de conocer a su mujer y a su hijo en un acto patrocinado por la empresa.
Coco descubre que Tian Tian se ha vuelto adicto a la morfina y viaja hasta él para traerlo de vuelta a Shanghai, donde ingresa en un centro de rehabilitación. Mientras tanto, la madre de Tian Tian regresa de España con su marido. Madre e hijo se reencuentran, pero Tian Tian es incapaz de superar su odio hacia ella.
Mark le comunica a Coco que va a regresar a Berlín, por lo que ambos deben separarse. Coco pasa varios días en el apartamento de Mark. En su pasión, no le dice a Tian Tian que estará ausente. Cuando regresa a su propio piso, descubre que Tian Tian se ha ido y está en casa de un amigo. Le han informado de lo que ya sospechaba: que Coco tiene una aventura. Mark se marcha de Shanghai y Coco y Tian Tian vuelven a vivir juntos. Poco después, Coco se despierta y descubre que Tian Tian ha muerto de una sobredosis de heroína.

## Reacciones
Shanghai Baby fue prohibida en China.
En Occidente, la reacción fue mayoritariamente positiva. Se ha traducido al inglés y a otros idiomas. En 2007, la novela se convirtió en una película, Shanghai Baby, dirigida por Berengar Pfahl y protagonizada por la actriz china Bai Ling en el papel principal de Coco.